# Bernart Marqués
Bernart Marqués (fl. XIII secolo) è stato un trovatore che scrisse in lingua provenzale di cui Giovanni, fratello del più noto Miquèl de Nostradama, secondo Jeanroy, pretende di aver conservati una quindicina di versi.
Il suo nome, Secondo Jeanroy, si confonde con quello di Bernart Marti. Lo Chabaneau ipotizza che forse l'attributo nobiliare di "Marchese" sia la corruzione di Marchus. Da ciò egli indica come il probabile trovatore (o almeno un avo di questi), un certo Bernardus Marchucii che figura come testimone, nel 1155 e 1160, negli atti di un non meglio precisato conte Raimondo Berengario.
Il Quadrio fa figurare un certo poeta trovatore Bernardo Marchese (Bernart Marchiz) come ciambellano di Filippo il Lungo, conte di Poitou e fratello del re di Francia Luigi VIII; tale trovatore compose – sempre secondo quanto riferisce il Quadrio – "in lode di una damigella della Casa de' Requistoni di Provenza".